# Kevin Janssens (football)
Pour les articles homonymes, voir Janssens et Kevin Janssens.
Kevin Janssens, né le 29 mai 1986 à Turnhout, est un joueur de football belge qui évolue comme milieu de terrain. Depuis juillet 2013, il porte le maillot de l'Eendracht Alost, en deuxième division belge.

## Carrière
Dès l'âge de cinq ans, Kevin Janssens s'affilie au KV Turnhout, le club de sa ville natale. Il y joue dans toutes les catégories d'âge, et intègre l'équipe première en 2004, alors que le club joue en Division 3. Il joue son premier match officiel le 16 avril 2005 face au Lyra. Dès sa deuxième saison, il est intégré pleinement au noyau A, et monte régulièrement au jeu en cours de match. À partir de la saison 2006-2007, il devient titulaire en milieu de terrain, et le reste durant deux ans et demi. En décembre 2008, il est transféré au Lierse, un club de Division 2. Il y est moins souvent titulaire, mais participe néanmoins à presque tous les matches. Il passe la saison 2009-2010 la plupart du temps comme remplaçant, et décroche le titre de champion au terme de la compétition.
Après la remontée en Division 1, le club lierrois se renforce, ce qui augmente la concurrence pour Kevin Janssens. Il ne joue que deux matches durant la première moitié de la compétition, et est alors prêté à son ancien club, Turnhout, promu en deuxième division un an plus tôt. Il y retrouve une place de titulaire, mais ne peut éviter la relégation du club au niveau inférieur.
Ses bonnes performances sont remarquées par des clubs de l'élite, et Kevin Janssens signe finalement un transfert au Cercle de Bruges en janvier 2011, qui prend effet au début de la saison prochaine. Il entame la saison 2011-2012 comme titulaire en milieu de terrain. Malheureusement pour lui, il se blesse et est écarté des terrains durant tout le mois de novembre. Durant son indisponibilité, il perd sa place dans l'équipe de base. À son retour de blessure, il doit se contenter d'une place de réserviste, mais monte au jeu lors de chaque match. En juin 2013, il décide de quitter le Cercle et rejoint l'Eendracht Alost en Division 2.

## Palmarès
- 1 fois champion de Belgique de Division 2 en 2010 avec le K Lierse SK

## Statistiques
| Saison                | Club                  | Championnat             | Championnat | Championnat | Coupe(s) nationale(s) | Coupe(s) nationale(s) | Total | Total |
| Saison                | Club                  | Division                | M.          | B.          | M.                    | B.                    | M.    | B.    |
| 2004-2005             | KV Turnhout           | Division 3              | 3           | 0           | 0                     | 0                     | 3     | 0     |
| 2005-2006             | KV Turnhout           | Division 3              | 26          | 3           | 2                     | 1                     | 28    | 4     |
| 2006-2007             | KV Turnhout           | Division 3              | 27          | 2           | 2                     | 2                     | 29    | 4     |
| 2007-2008             | KV Turnhout           | Division 3              | 29          | 8           | 0                     | 0                     | 29    | 8     |
| 2008-2009             | KV Turnhout           | Division 3              | 16          | 3           | 4                     | 2                     | 20    | 5     |
| Sous-total            | Sous-total            | Sous-total              | 101         | 16          | 8                     | 5                     | 109   | 21    |
| 2008-2009             | Lierse SK             | Division 2              | 21          | 1           | 4                     | 1                     | 25    | 2     |
| 2009-2010             | Lierse SK             | Division 2              | 19          | 1           | 2                     | 0                     | 21    | 1     |
| 2010-2011             | Lierse SK             | Division 1              | 2           | 0           | 0                     | 0                     | 2     | 0     |
| Sous-total            | Sous-total            | Sous-total              | 42          | 2           | 6                     | 1                     | 48    | 3     |
| 2010-2011             | KV Turnhout           | Division 2              | 15          | 5           | 0                     | 0                     | 15    | 5     |
| Sous-total            | Sous-total            | Sous-total              | 15          | 5           | 0                     | 0                     | 15    | 5     |
| 2011-2012             | Cercle Bruges KSV     | Division 1              | 29          | 3           | 2                     | 0                     | 31    | 3     |
| 2012-2013             | Cercle Bruges KSV     | Division 1              | 8           | 0           | 2                     | 0                     | 10    | 0     |
| 2012-2013             | Cercle Bruges KSV     | Division 2 (tour final) | 1           | 0           | 0                     | 0                     | 1     | 0     |
| Sous-total            | Sous-total            | Sous-total              | 38          | 3           | 4                     | 0                     | 42    | 3     |
| 2013-2014             | SC Eendracht Alost    | Division 2              | 30          | 1           | 1                     | 1                     | 31    | 2     |
| Sous-total            | Sous-total            | Sous-total              | 30          | 1           | 1                     | 1                     | 31    | 2     |
| Total sur la carrière | Total sur la carrière | Total sur la carrière   | 226         | 27          | 19                    | 7                     | 245   | 34    |